# Développement du transport maritime

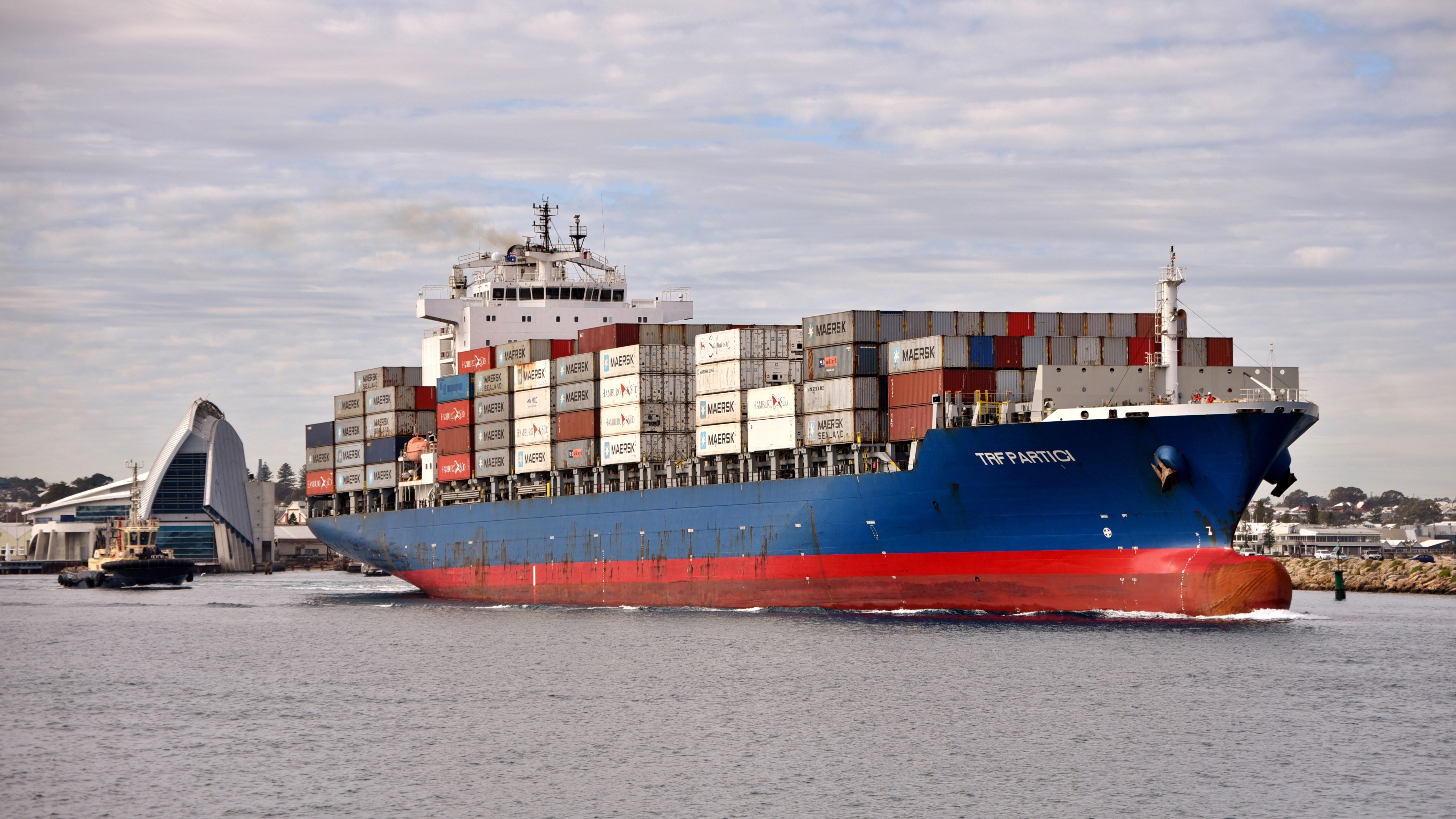
Un porte-conteneurs reliant l'Australie à la Nouvelle-Zélande.

L'augmentation du commerce mondial entraine un développement du transport maritime. On observe une croissance rapide des échanges par la mer, ce qui entraîne un fort développement des compagnies maritimes et des ports. Ce secteur assez vaste se développe essentiellement dans les pays en voie de développement notamment en Asie ou le développement de nouvelles infrastructures portuaires permet à ces régions d’être au premier rang pour les échanges mondiaux. Les six plus grands ports de conteneurs au monde sont situés en Asie, avec comme premier Singapour. Au début de 2007, la flotte mondiale a, pour la première fois, dépassé 1 milliard de tonnes de port en lourd (tpl) pour atteindre 1,04 milliard de tpl. 

## Le rendement de la flotte mondiale

### Un rendement opérationnel
En 2007, on a observé que le développement de la capacité de la flotte mondiale était plus rapide que l'augmentation du volume du fret. Il en résulte une baisse de la productivité de la flotte mondiale. On doit également cette baisse de la productivité au fait que le développement de la flotte a dépassé la croissance du trafic maritime et des distances parcourues.
En sectorisant les différentes sortes de marchandises, on observe que la productivité en termes de tonne transportée par « deadweight » pour les pétroliers est passée de 6,4 t/dwt en 2005 à 6.1 t/dwt en 2006, soit une baisse de 0.3 points. Pour les « vraquiers sec », la productivité est inchangée et reste à 5,1 t/dwt. Enfin, pour le reste de la flotte, les volumes de marchandises transportées par « deadweight » sont passés de 10,3 t/dwt en 2005 à 9,7 t/dwt.

### L’offre et la demande dans les transports maritimes mondiaux
En 2006, le tonnage excédentaire - c’est-à-dire le tonnage qui n’est pas pleinement utilisé car exploité à vitesse réduite, désarmé ou inactif pour d’autres raisons - pour tous types de navires augmentait de 1 % par rapport à celui de 2005, passant de 7,2 à 10,1 millions de tonnes
Pour le commerce conteneurisé, la flotte a augmenté de 1,4 million de TEU (twenty foot equivalent units) soit une capacité de transport augmentée en 2006 de 13,5 %. Au début de l’année 2007, on estime l’augmentation à 13,4 %, ce qui est 2,4 % supérieur à l’augmentation de la demande pour ce secteur.

### Comparaison entre le volume des chargements transportés et l’armement
En 2007, les pays en voie de développement contrôlent environ 31,2 % de la flotte mondiale en tonnage alors qu’ils génèrent 61,1 % des exportations mondiales. À l’inverse, les pays développés contrôlent 65,9 % de la flotte mondiale en tonnage et ne génèrent que 36,2 % des exportations mondiales. 
On a pour exemple le Japon qui possède à lui seul 15,07 % de la flotte mondiale et qui ne génère que 5,06 % des exportations. Inversement, le Mexique qui ne possède que 0,14 % de la flotte mondiale génère lui, 2,09 % des exportations dans le monde.

## Développement des ports, et du transport multimodal

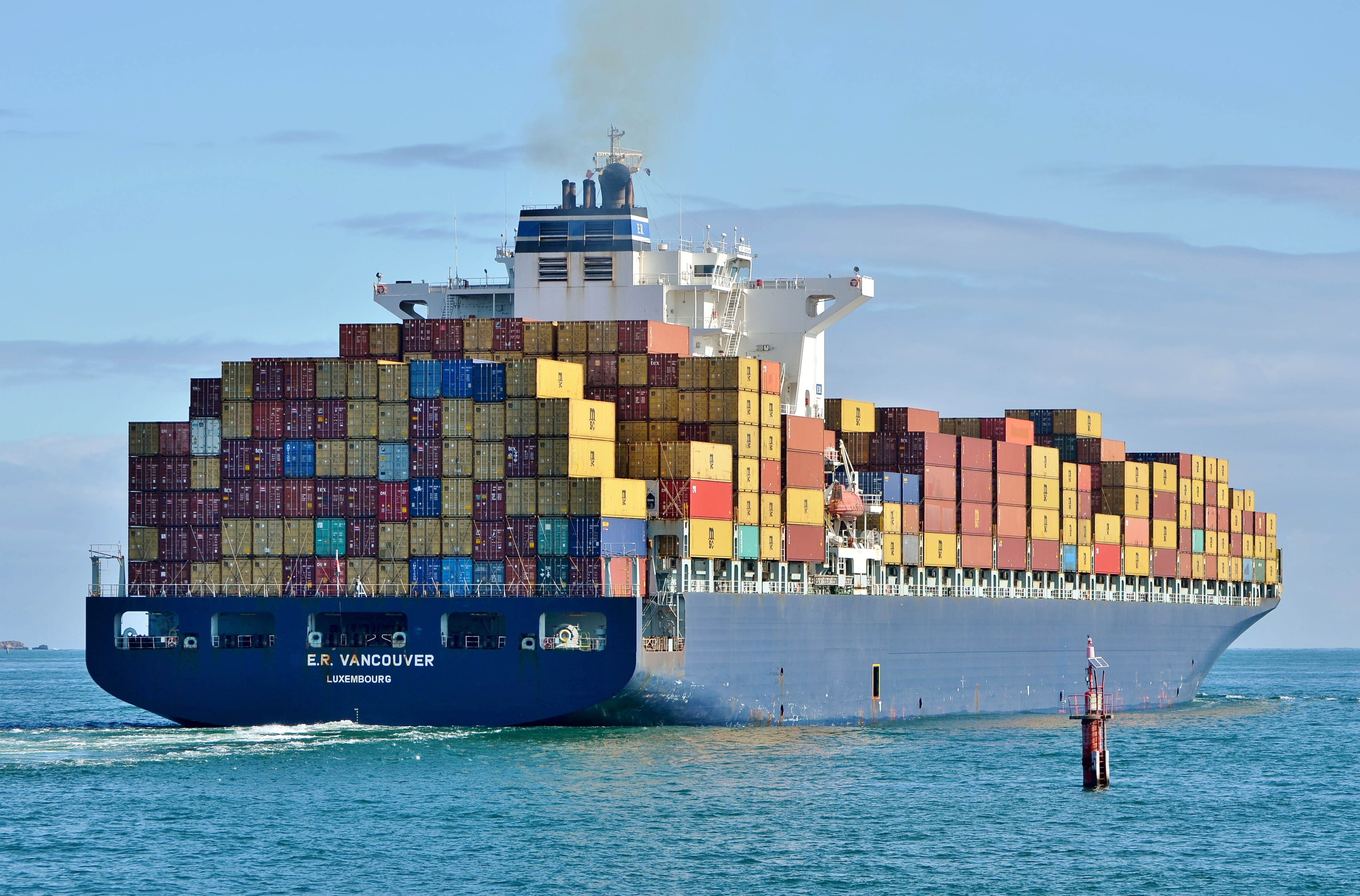
Le porte-conteneurs E.R. Vancouver.

### Trafic portuaire conteneurisé
Le taux de croissance mondial du débit portuaire (nombre de mouvements mesurés en TEU) a augmenté de 8.7 en 2005. En observant cette croissance pays par pays, on peut voir que sur les dernières années (2004 - 2005), les pays en voie de développement accusent une augmentation d’environ 1/3 plus élevé que celle des pays développés. Les cinq pays accusant les plus fortes croissances sont le Koweït (77,4 %), le Bénin (61,8 %), le Pérou (40,9 %), la Colombie (31,8 %) et Bahreïn (31,5 %).
Dans les pays en voie de développement, le taux de croissance est irrégulier. Sa variation d’une année sur l’autre est due tantôt à de fortes fluctuations du trafic, et tantôt à une amélioration, ou à l’absence de communication sur les données.
Les premiers chiffres de 2006 montrent une augmentation des échanges conteneurisés de 10,3 % dans les pays en voie de développement. Les ports chinois comptent à eux seuls 102.1 millions de TEU en 2005, soit environ un quart du débit portuaire mondial de conteneurs. Sur les vingt ports à conteneurs les plus importants, treize sont situés dans des zones d’Asie en développement. On observe alors que c’est en Asie, dans ces pays en développement que le débit mondial de conteneurs est le plus important avec environ 53 %.

### Amélioration du rendement portuaire
En 2006, Shanghai a été le port dont le débit de cargaison a été le plus important avec 537 millions de tonnes. Singapour suit avec 448.5 millions de tonnes. En Europe, ce sont les ports de Rotterdam et d’Anvers qui ont les plus forts débits, avec respectivement 466 et 167,4 millions de tonnes.
L’amélioration du rendement est essentiellement recherchée en optimisant le chargement et le déchargement. Pour cela, on essaie de rendre les grues les plus performantes possible, augmentant leur rapidité et leur capacité à porter un nombre élevé de conteneurs en une fois.

### Changements institutionnels et développement des ports
La privatisation des ports entraîne une recherche de profit qui permet de rendre les ports plus compétitifs. Aujourd’hui, la plupart des ports sont privatisés et appartiennent à une ou des compagnies qui forment une sorte de conglomérat d’entreprises dont la compagnie mère est un pays ou une institution financière.

### Développement des transports intérieurs

#### Transport intérieur par voie navigable
Ce système reste important dans beaucoup de pays développés et en voie de développement. Une des motivations principale est un coût de transport plutôt bas pour des grosses quantités de cargaisons.

#### Transport ferroviaire
Selon l’Union internationale des chemins de fer, une augmentation substantielle du trafic ferroviaire a été enregistrée en 2006 avec des variations selon les régions.

#### Transport routier
Le marché du transport routier essentiellement composé de petites et moyennes compagnies est un marché en plein essor, et très rentable. On observe un développement d’infrastructures routières aussi bien dans les pays développés que dans les pays en voie de développement.